# San Antonio de la Rosa
San Antonio de la Rosa är en ort i Mexiko.   Den ligger i kommunen El Llano och delstaten Aguascalientes, i den centrala delen av landet, 400 km nordväst om huvudstaden Mexico City. San Antonio de la Rosa ligger 1 992 meter över havet och antalet invånare är 130.
Terrängen runt San Antonio de la Rosa är en högslätt. Runt San Antonio de la Rosa är det ganska tätbefolkat, med 56 invånare per kvadratkilometer. Närmaste större samhälle är Palo Alto, 15,5 km nordost om San Antonio de la Rosa. Trakten runt San Antonio de la Rosa består till största delen av jordbruksmark.